# Vibia Sabina
Vibia Sabina (83–136 / 137) byla římská císařovna, manželka a vzdálená příbuzná římského císaře Hadriána. Byla dcerou Matidie (neteře římského císaře Traiana) a konzula-náhradníka Lucia Vibia Sabina.
Po smrti svého otce v roce 84 odešla Sabina spolu se svou nevlastní sestrou Matidií Minor žít k babičce z matčiny strany Marcianě. Byly vychovány v domácnosti Traiana a jeho manželky Plotiny.
Sabina se provdala za Hadriána roku 100 na žádost císařovny Plotiny. Hadrián  v roce 117 nastoupil po svém prastrýci na trůn. Sabinině matce Matidii (Hadriánově prasestřenici) také byl Hadrián sympatický a dovolila mu, aby se oženil s její dcerou.
Sabina nashromáždila v Římě a provinciích více veřejných vyznamenání, než si užila kterákoli císařovna kromě první, Augustovy manželky Livie. Sabina je první ženou, jejíž podobizna se objevuje na pravidelné a nepřetržité řadě mincí ražených v Římě. Byla doposud nejzcestovalejší a nejviditelnější císařovnou. V roce 128 jí byl udělen titul Augusta.
Sabinu básnicky popsala Julia Balbilla, její společnice, v sérii epigramů u příležitosti Hadriánovy návštěvy Egypta v listopadu 130. V básních Balbilla označuje Sabinu jako „krásnou“ a „přitažlivou“.
Historia Augusta uvádí, že historik Suetonius, který byl Hadriánovým sekretářem, byl Hadriánem ze své pozice v roce 119 propuštěn, protože „se [choval] vůči jeho manželce Sabině méně formálním způsobem, než požaduje dvorní etiketa“.  O Sabinině manželovi se ovšem myslelo, že se více sexuálně zajímá o svého oblíbence Antinoa a další mužské milence, a se Sabinou neměli žádné děti.
Vibia Sabina zemřela před svým manželem někdy v roce 136 nebo počátkem roku 137. Traduje se, že Hadrián zacházel se svou ženou jen o něco lépe než s otrokem, a mohl ji tak dohnat k sebevraždě. Hadriánův pamětní kámen s elegií pro jeho manželku „zobrazuje Sabininu apoteózu neboli výstup božství v souladu s jejím posmrtným zbožštením na Hadriánovu úroveň.“